# Gmina Lovrenc na Pohorju
Lovrenc na Pohorju – gmina w Słowenii. W 2002 roku liczyła 3 145 mieszkańców.

## Miejscowości
Miejscowości wchodzące w skład gminy Lovrenc na Pohorju:
- Činžat
- Kumen
- Lovrenc na Pohorju – siedziba gminy
- Puščava
- Rdeči Breg
- Recenjak
- Ruta